# Thomas Brassey
Thomas Brassey (7 de noviembre de 1805 - 8 de diciembre de 1870) fue un ingeniero civil británico, contratista y productor de materiales de construcción, que ejecutó numerosas obras de ferrocarril en distintos lugares del mundo durante el siglo XIX. En 1847, había construido alrededor de un tercio de las vías férreas de Gran Bretaña, y en el momento de su muerte en 1870 su empresa había ejecutado una de cada veinte millas de vías férreas en el mundo. Entre sus realizaciones figuraron tres cuartas partes de las líneas de Francia en su momento, así como líneas principales en muchos otros países europeos y en Canadá, Australia, América del Sur y la India. También construyó las estructuras asociadas a esos ferrocarriles, incluidos muelles, puentes, viaductos, estaciones, túneles y obras de drenaje.
Además de la ingeniería ferroviaria, Brassey participó activamente en el desarrollo de barcos de vapor, minas, fábricas de locomotoras, telegrafía marítima y sistemas de suministro de agua y de alcantarillado. Construyó parte del sistema de alcantarillado de Londres, todavía en funcionamiento hoy en día, y fue un accionista importante del Great Eastern de Brunel, el único barco lo suficientemente grande en ese momento como para tender el primer cable telegráfico transoceánico a través del Atlántico Norte, en 1864. A su muerte, dejó una fortuna de más de 5 millones de libras, equivalente a alrededor de 600 millones en 2020.

## Primeros años

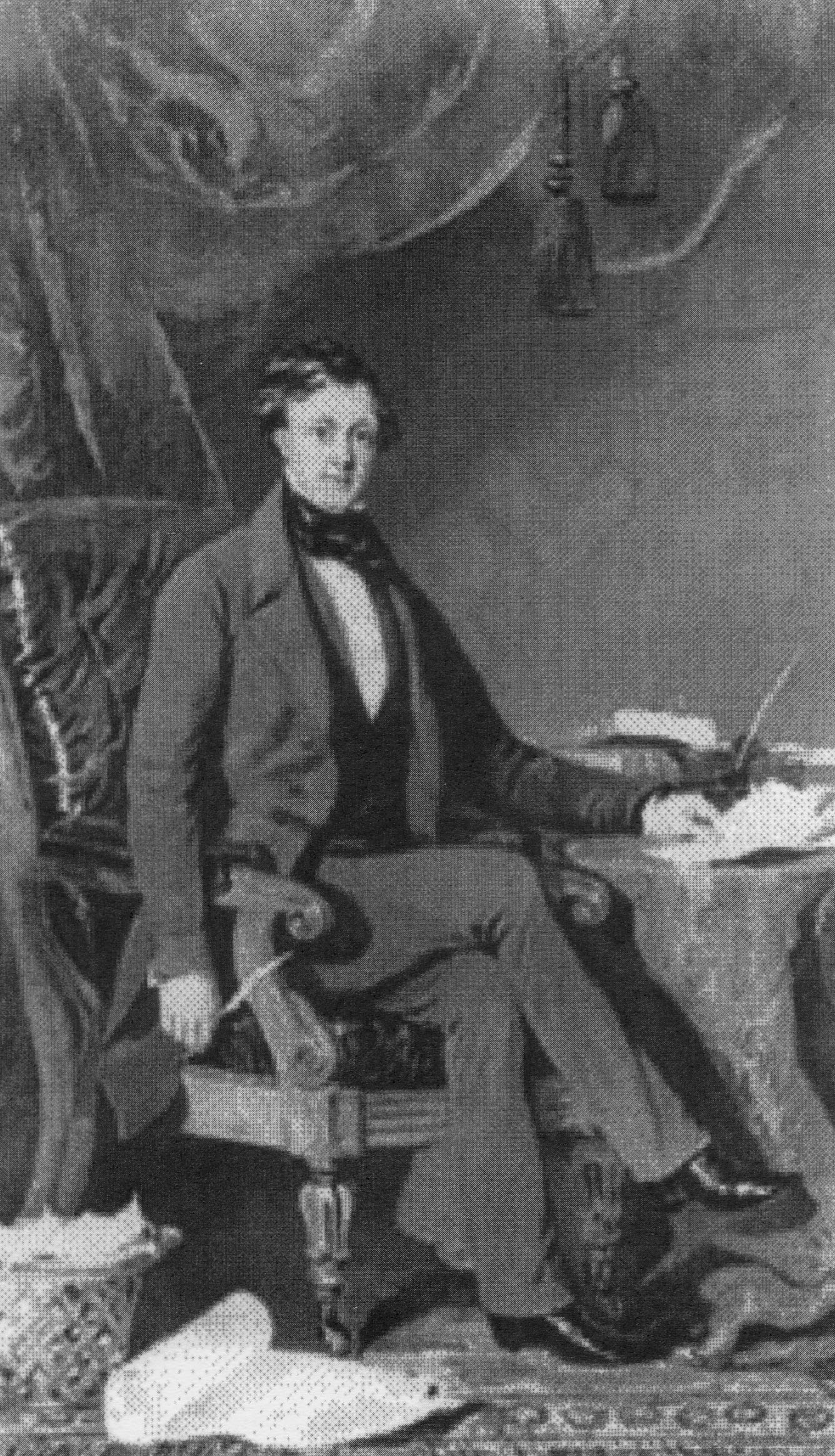
Thomas Brassey en 1830

Thomas Brassey era el hijo mayor de John Brassey, un próspero granjero, y de su esposa Elizabeth. La familia de los Brassey vivía en Manor Farm, en Buerton (un pequeño asentamiento en la parroquia de Aldford, 6 millas (10 km) al sur de Chester) desde al menos 1663. Fue educado en casa hasta los 12 años, cuando fue enviado a la King's School en Chester.
A los 16 años, se convirtió en aprendiz de un agrimensor y negociante agrícola, William Lawton, agente de Francis Richard Price de Overton, Flintshire. Durante esta época, trabajó en el proyecto de la nueva carretera de Shrewsbury a Holyhead (actual A5), asistiendo al topógrafo de la carretera. Mientras estaba ocupado en esta labor, conoció al ingeniero civil Thomas Telford. Cuando terminó su aprendizaje a la edad de 21 años, Brassey se asoció con Lawton, y fundaron la firma "Lawton and Brassey". Se mudó a Birkenhead, donde estableció su negocio. Birkenhead en ese momento era un lugar muy pequeño, y en 1818 constaba de solo cuatro casas. El negocio floreció y creció, extendiéndose desde la topografía a otros campos de la ingeniería. Instalaron una fábrica de tejas y un horno de cal junto a la localidad, y la empresa poseía o administraba la explotación de la arena y la piedra procedente de las canteras situadas en Wirral.
Entre otros contratos, la firma suministró los ladrillos para la construcción de la oficina de aduanas del puerto que se estaba desarrollando en la localidad, así como muchos de los ladrillos empleados en la construcción de viviendas en Liverpool. Brassey ideó nuevos métodos para transportar sus materiales, incluido un sistema similar al método moderno de palés, y el uso de un tren que bajaba por gravedad para llevar materiales desde la cantera al puerto. Cuando Lawton murió, Brassey se convirtió en el único gerente de la empresa y en el único agente y representante de Francis Price. Fue durante estos años cuando adquirió la experiencia básica para su futura carrera.

## Primeros contratos en Gran Bretaña
Las primeras experiencias de Brassey en ingeniería civil fueron la construcción de 4 millas (6 km) de la nueva carretera de Chester en Bromborough, y la construcción de un puente en Saughall Massie, en Wirral. Durante ese tiempo conoció a George Stephenson, que necesitaba piedra para construir el viaducto de Sankey para el Ferrocarril de Liverpool y Mánchester. Stephenson y Brassey visitaron una cantera en Storeton, un pueblo cerca de Birkenhead, después de lo que Stephenson aconsejó a Brassey que se involucrara en la construcción de vías férreas. La primera incursión de Brassey en los ferrocarriles fue presentar una oferta para construir el viaducto de Dutton en el Ferrocarril Grand Junction, pero perdió el concurso para adjudicarse el contrato frente a William Mackenzie, que había presentado una oferta más económica. En 1835 presentó una oferta para construir el viaducto de Penkridge, más al sur en el mismo ferrocarril, entre Stafford y Wolverhampton, junto con 10 millas (16 km) de vías. La licitación fue aceptada, el trabajo se completó con éxito y el viaducto se inauguró en 1837. Inicialmente, el ingeniero de la línea era George Stephenson, pero fue reemplazado por Joseph Locke, alumno y asistente de Stephenson. Durante este tiempo, Brassey se mudó a Stafford. El viaducto de Penkridge sigue en pie y es utilizado por los trenes que circulan por la West Coast Main Line.
Al finalizar el Ferrocarril Grand Junction, Locke pasó a diseñar parte del Ferrocarril de Londres y Southampton y alentó a Brassey a presentar una oferta, que fue aceptada. Brassey emprendió trabajos en la sección del ferrocarril entre Basingstoke y Winchester, y en otras partes de la línea. Al año siguiente ganó contratos para construir el Ferrocarril de Chester y Crewe con Robert Stephenson como ingeniero; y el Ferrocarril de Glasgow, Paisley y Greenock y el Ferrocarril de Sheffield y Mánchester a las órdenes de Joseph Locke.

## Primeros contratos en Francia

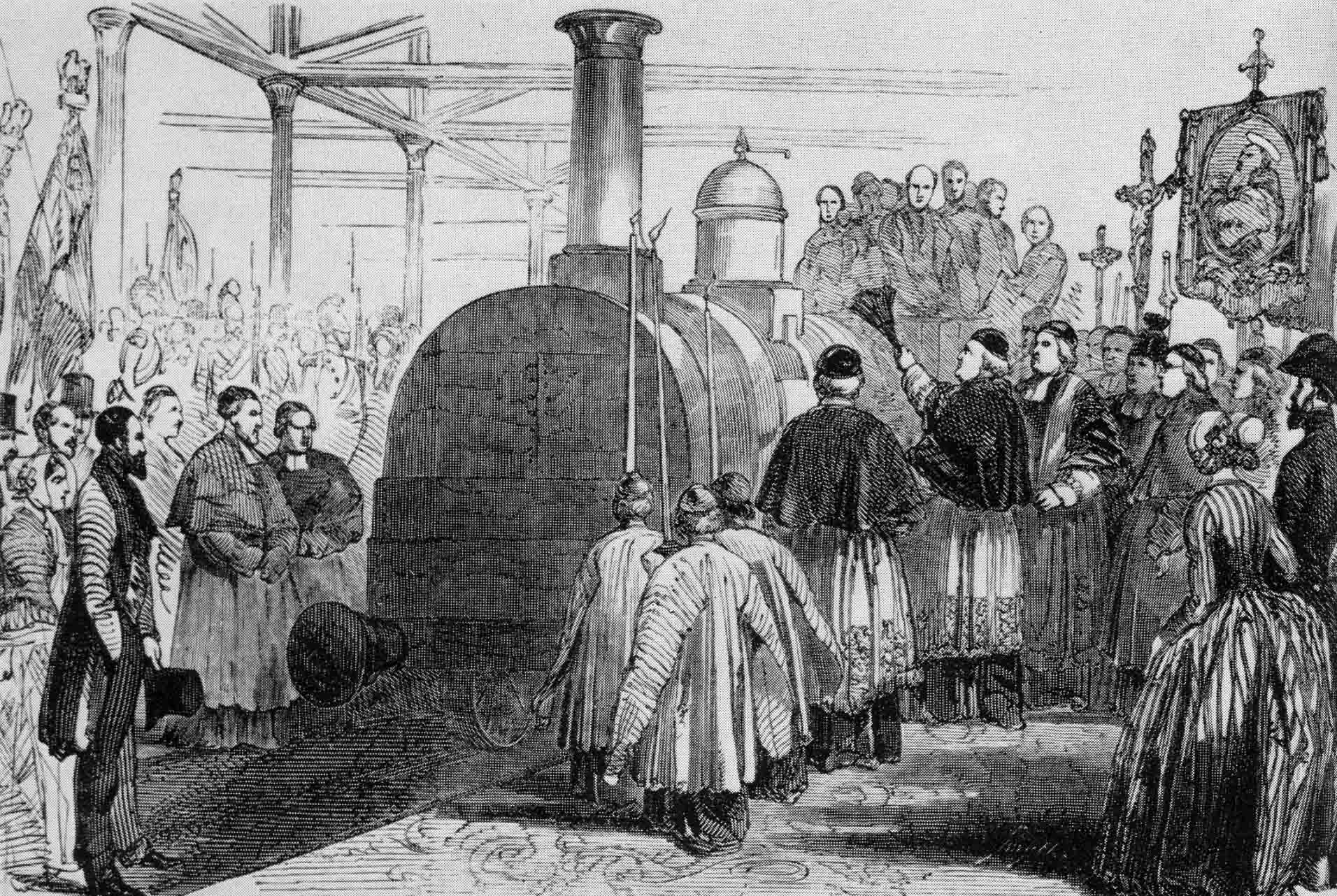
Ceremonia de inauguración del Ferrocarril de Rouen y Le Havre en 1844

Tras el éxito de los primeros ferrocarriles en Gran Bretaña, los franceses vieron la oportunidad de desarrollar su propia red ferroviaria, inicialmente para conectar con el sistema ferroviario de Gran Bretaña. Con este fin, se estableció la Compañía de Ferrocarriles de París y Ruan, y Joseph Locke fue designado como su ingeniero. Locke consideró que las ofertas presentadas por los contratistas franceses eran demasiado caras, y sugirió que se invitara a licitar a los contratistas británicos. Al final, solo dos contratistas británicos tomaron en serio la oferta, Brassey y William Mackenzie. En lugar de tratar de competir entre sí, se presentaron juntos, y su oferta fue aceptada en 1841. Esto marcó un patrón para Brassey, quien a partir de entonces trabajó en sociedad con otros contratistas en la mayoría de sus empresas. Entre 1841 y 1844, Brassey y Mackenzie obtuvieron contratos para construir cuatro ferrocarriles franceses, con un kilometraje total de 437 millas (703 km), el más largo de los cuales fue el ferrocarril entre Orleans y Burdeos, con una longitud de 294 millas (473 km). Tras la revolución francesa de 1848 se produjo una crisis financiera en el país y casi cesó la inversión en los ferrocarriles. Esto significó que Brassey tuvo que buscar contratos en otros países.

### El colapso del viaducto de Barentin

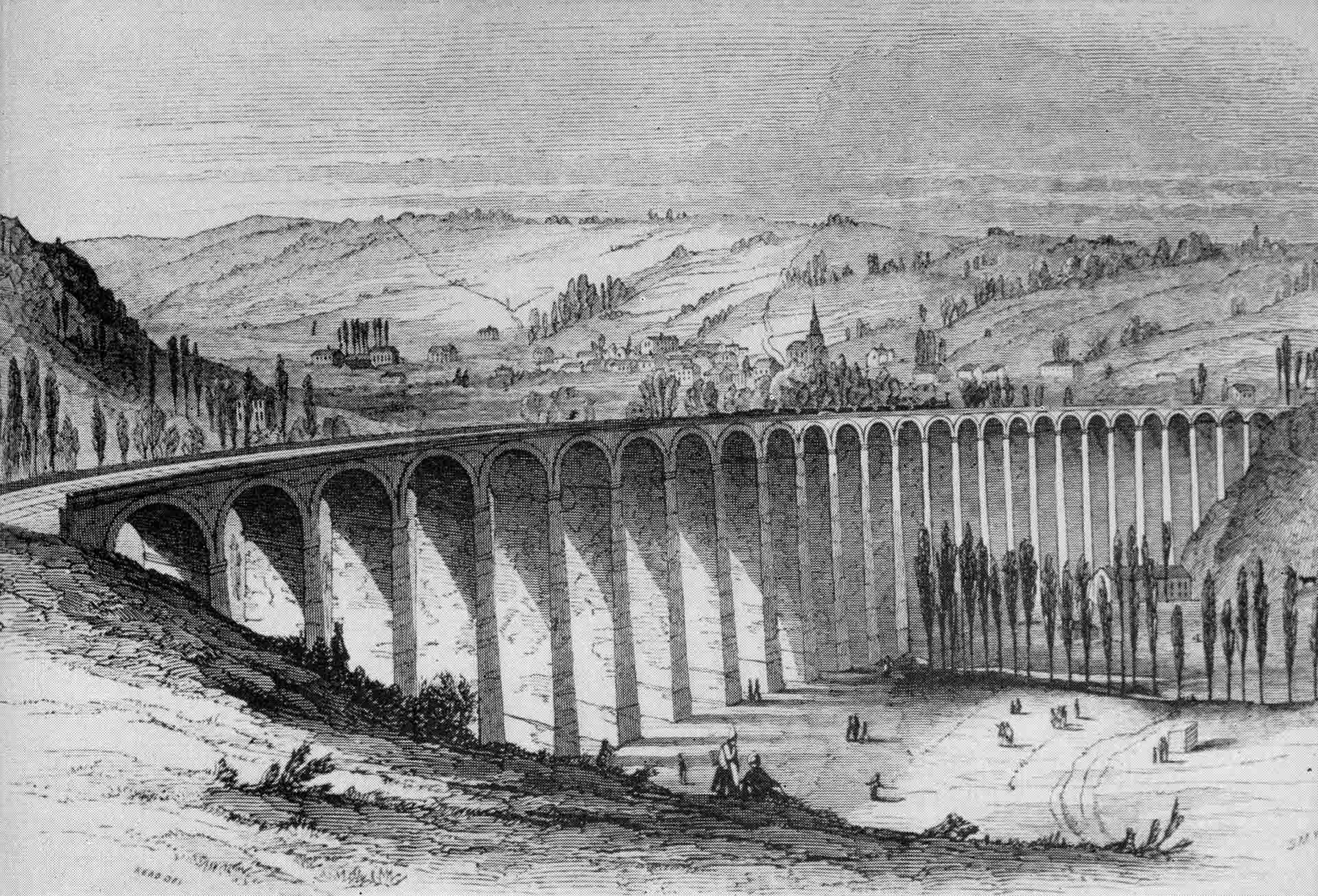
El viaducto de Barentin tras ser reconstruido

En enero de 1846, durante la construcción de la línea férrea de 58 millas (93 km) entre Rouen y El Havre, se produjo uno de los pocos desastres importantes de la carrera de Brassey vinculado a la construcción de una estructura, el colapso del viaducto de Barentin. Construido con ladrillos, el puente costó alrededor de 50.000 libras, y tenía una altura de 100 pies (30 m). Nunca llegó a esclarecerse de forma concluyente el motivo del colapso, pero una posible causa fue la naturaleza de la cal utilizada para fabricar el mortero empleado para unir los ladrillos. El contrato estipulaba que este material debía obtenerse de proveedores locales, y el derrumbe se produjo después de unos días de fuertes lluvias. Brassey reconstruyó el viaducto a sus expensas, esta vez utilizando cal de su propia elección. El viaducto reconstruido sigue en pie y se ha mantenido en uso desde entonces.

## "Fiebre ferroviaria"
Durante el tiempo en que Brassey estaba construyendo las primeras líneas férreas francesas, Gran Bretaña estaba experimentando lo que se conocía como la "fiebre del ferrocarril", registrándose una inversión masiva en el entonces nuevo medio de transporte. Se estaba construyendo una gran cantidad de líneas, pero no todas se construyeron con los altos estándares de Brassey, que estuvo involucrado en esta expansión, pero tuvo cuidado de elegir sus contratos y los inversores que los respaldaban con el fin de poder mantener sus estándares. Durante el año de 1845 acordó no menos de nueve contratos en Inglaterra, Escocia y Gales, con un kilometraje total superior a 340 millas (547 km). En 1844, Brassey y Locke comenzaron a construir el Ferrocarril de Lancaster y Carlisle, que con una longitud de 70 millas (113 km) recorre el valle de Lune y Shap Fell, y es considerada una de sus mejores líneas. Su cumbre tenía una altura de 916 pies (279 m) y la línea tenía pendientes pronunciadas, siendo el máximo de 1 en 75. Al sur, la línea unía a través del Preston-Lancaster con el Ferrocarril Grand Junction. Dos importantes contratos realizados en 1845 fueron el Ferrocarril de Trent Valley (con una longitud de 50 millas (80 km)) y la línea de Chester y Holyhead (de 84 millas (135 km)). La primera línea se unió al Ferrocarril de Londres y Birmingham en Rugby con el Ferrocarril Grand Junction por el sur de Stafford, una línea de Londres a Escocia que pasaba por alto Birmingham. La última línea proporcionaba un enlace entre Londres y los transbordadores que navegaban desde Holyhead a Irlanda e incluía el puente Britannia de Robert Stephenson sobre el Estrecho de Menai, con un innovador diseño tubular. También en 1845, Brassey recibió contratos para el Ferrocarril de Caledonia, que unía desde Carlisle el ferrocarril con Glasgow y Edimburgo, cubriendo una distancia total de 125 millas (201 km) y pasando sobre la cima de Beattock. Su ingeniero en este proyecto fue George Heald. Ese mismo año también inició contratos para otros ferrocarriles en Escocia, y en 1846 comenzó a construir partes del Ferrocarril de Lancashire y Yorkshire entre Hull y Liverpool, a través de los montes Peninos.
En 1847 se acordó un contrato con el Great Northern Railway, en el que William Cubitt actuaba como ingeniero jefe, aunque gran parte del trabajo fue realizado por su hijo Joseph, que era el ingeniero de la obra. Brassey fue el único contratista de la línea de 75,5 millas (122 km). Surgió un problema particular en el terreno pantanoso de Fens, ante las dificultades para disponer de una base firme para asentar el ferrocarril y las estructuras asociadas. Brassey fue asistido en la solución del problema por uno de sus agentes, Stephen Ballard. La plataforma se diseñó empleando capas de haces de leña y tepes de turba, que al hundirse en el terreno cenagoso dispersaban el agua, permitiendo obtener una base firme. Este trazado sigue en uso y forma parte de la Línea Principal de la Costa Este. También en 1847 Brassey comenzó a construir el Ferrocarril del Norte de Staffordshire. En ese momento, la "fiebre ferroviaria" estaba llegando a su fin y los contratos en Gran Bretaña se estaban volviendo cada vez más difíciles de encontrar. Al final de este período, Brassey había construido un tercio de todos los ferrocarriles de Gran Bretaña.

## Expansión en Europa
Tras el fin de la "fiebre del ferrocarril" y el agotamiento de los contratos en Francia, Brassey podría haberse retirado como un hombre rico. En cambio, decidió expandir sus intereses, inicialmente en otros países europeos. Su primera aventura en España fue el Ferrocarril Barcelona y Mataró de 18 millas (29 km) en 1848. En 1850 acometió su primer contrato en los Estados Italianos, el Ferrocarril de Prato a Pistoya de tan solo 10 millas (16 km). Esto conduciría a contratos más grandes en Italia, siendo el siguiente la Línea Turín-Novara de 60 millas (97 km) en 1853, seguido por el Ferrocarril Central Italiano de 52 millas (84 km). En Noruega, con Sir Morton Peto y Edward Betts, Brassey construyó el ferrocarril de Oslo a Bergen de 56 millas (90 km), que atraviesa un terreno inhóspito y se eleva hasta casi 6000 pies (1829 m). En 1852 reanudó el trabajo en Francia con el Ferrocarril desde Mantes hasta Caen (de 133 millas (214 km)) y, en 1854, el Ferrocarril desde Caen hasta Cherburgo (de 94 millas (151 km)).
Los holandeses tardaron relativamente en empezar a construir ferrocarriles, pero en 1852, con Locke como ingeniero, Brassey construyó el Ferrocarril Dutch Rhenish (de 43 millas (69 km)). Mientras tanto, continuó construyendo líneas en Inglaterra, incluyendo el Ferrocarril de Shrewsbury y Hereford (de 51 millas (82 km)), el Ferrocarril de Hereford, Ross y Gloucester (de 50 millas (80 km)), el Ferrocarril de Londres, Tilbury y Southend de 50 millas (80 km) y el Ferrocarril del Norte de Devon desde Minehead a Barnstaple (de 47 millas (76 km)).

## El Gran Ferrocarril Troncal de Canadá

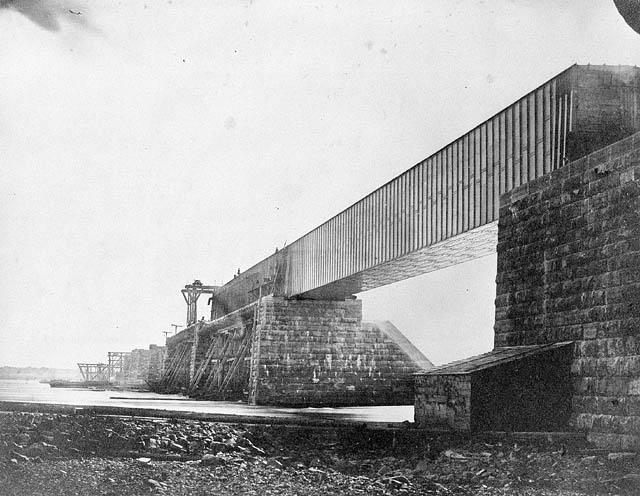
El puente Victoria durante su construcción

En 1852, Brassey firmó el contrato más grande de su carrera, que fue construir el Ferrocarril Grand Trunk de Canadá. Esta línea pasaba de Quebec, en el valle de Río San Lorenzo, y luego al norte de Lago Ontario a Toronto. La línea totalizaba 539 millas (867 km) de longitud. El ingeniero consultor del proyecto fue Robert Stephenson y el ingeniero de la empresa para todo el proyecto fue Alexander Ross. Brassey trabajó en sociedad con Peto, Betts y Sir William Jackson. La línea cruzaba el río en Montreal por el puente Victoria, un puente tubular diseñado por Robert Stephenson, que se convirtió en el más largo del mundo en ese momento, con 1,75 millas (3 km). El puente se inauguró en 1859 y la ceremonia formal de inauguración se llevó a cabo al año siguiente a cargo del Príncipe de Gales. La construcción de la línea causó problemas considerables, y para la obtención de la financiación necesaria Brassey tuvo que viajar a Canadá para solicitar ayuda personalmente. Otras dificultades surgieron de la severidad del invierno canadiense (las vías fluviales permanecían heladas durante unos seis meses cada año, retrasando las obras) y la resistencia de los empresarios canadienses. La línea fue un éxito de ingeniería pero un fracaso financiero, ya que los contratistas perdieron un millón de libras.

### Canada Works
El contrato del Ferrocarril Grand Trunk incluía todos los materiales necesarios para la construcción del puente y la vía férrea, incluido el material rodante. Para fabricar los componentes metálicos, Brassey construyó una nueva fábrica en Birkenhead, a la que llamó The Canada Works. George Harrison, el cuñado de Brassey, encontró un lugar adecuado para ubicar los talleres, que se construyeron con un muelle en un costado para poder recibir barcos procedentes de alta mar. Las obras fueron dirigidas por George Harrison con el Sr. Alexander y William Heap como asistentes. El taller de mecanizado tenía una longitud de 900 pies (274 m) e incluía un taller de metalistería con 40 hornos, yunques y un martillo pilón, un taller de calderería y talleres de carpintería y estructuras. También había una biblioteca bien surtida y una sala de lectura para toda la plantilla.
El taller de montaje fue diseñado para fabricar 40 locomotoras al año, y se produjeron un total de 300 en los siguientes ocho años. La primera locomotora, que se probó en mayo de 1854, recibió el nombre de "Lady Elgin", en honor a la esposa del Gobernador general de Canadá de la época, el conde de Elgin. Para el construir el puente se requirieron cientos de miles de componentes, siempre fabricados en Birkenhead o en otras fábricas inglesas según las especificaciones de Brassey. Una vez sellados y codificados, eran cargados en barcos para ser llevados a Quebec y luego por ferrocarril al emplazamiento del puente para su ensamblaje. El tubo central del puente contenía más de 10.000 piezas de hierro, perforadas con orificios para medio millón de remaches, y cuando se ensambló, cada pieza y cada orificio eran correctos.

## El Gran Ferrocarril Central de Crimea

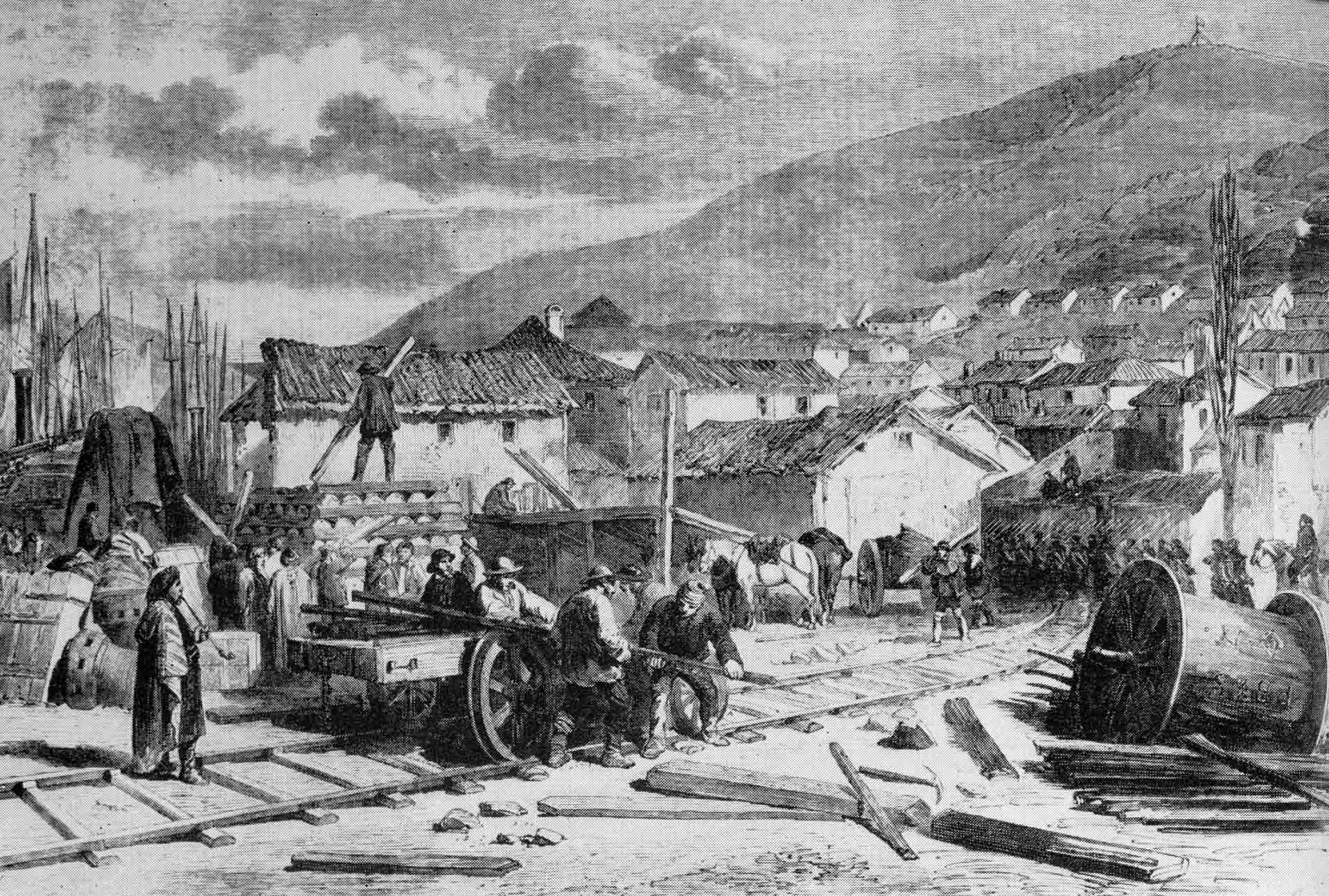
Obreros trabajando en el ferrocarril en 1854

Brassey apoyó a las fuerzas británicas para posibilitar su éxito en la Guerra de Crimea. El puerto de Sebastopol en el mar Negro estaba en manos de los rusos. El gobierno británico, en alianza con los franceses y los turcos, envió un ejército de 30.000 hombres a Balaklava, otro puerto en una bahía vecina del Mar Negro, desde donde atacar Sebastopol. Sebastopol fue asediado en septiembre de 1854 por las fuerzas británicas y aliadas. Se esperaba que el asedio fuera breve, pero con la llegada del invierno las condiciones eran terribles y resultaba difícil transportar ropa, alimentos, suministros médicos y armamento desde Balaklava al frente. Cuando llegó la noticia del problema a Gran Bretaña, Brassey se puso de acuerdo con Peto y Betts para ofrecer construir un ferrocarril "al costo" con el fin de transportar los suministros necesarios. Embarcaron los equipos y materiales para la construcción del ferrocarril destinados a otras empresas, junto con un ejército de peones para realizar la obra. En siete semanas, en condiciones invernales severas, se completó el ferrocarril desde Balaklava hasta las posiciones de las tropas que sitiaban Sebastopol. Entonces fue posible transportar suministros fácilmente al frente y Sebastopol finalmente fue tomada en septiembre de 1855.

## Expansión mundial

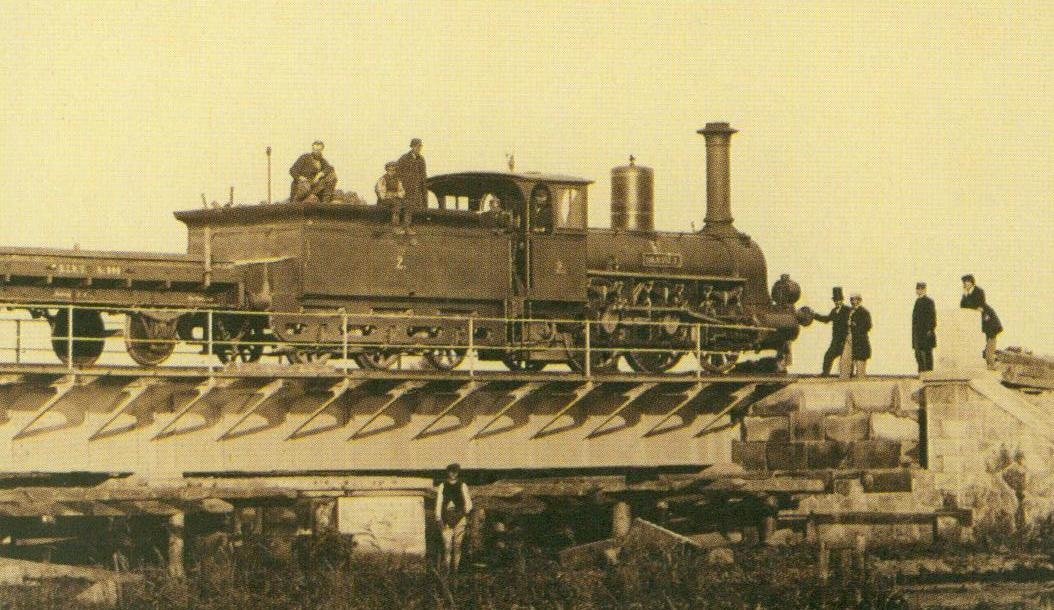
Locomotora de vapor Brassey en el Ferrocarril Varsovia-Terespol (1866)

Además de construir más vías férreas en Gran Bretaña y en otros países europeos, Brassey realizó contratos en otros continentes. En América del Sur, sus ferrocarriles totalizaron 250 millas (402 km), en Australia 132 millas (212 km) y en India y Nepal 506 millas (814 km).
En 1866 se produjo una gran recesión económica, causada por el colapso del banco Overend, Gurney and Company, y muchos de los colegas y competidores de Brassey se declararon insolventes. Sin embargo, a pesar de los reveses, Brassey sobrevivió a la crisis y siguió adelante con los proyectos que ya tenía entre manos. Estos incluyeron el ferrocarril de Lemberg (ahora Leópolis) a Czernowicz (ahora Chernivtsí) en Galitzia (parte de Imperio austríaco) que continuó construyéndose a pesar de la guerra austro-prusiana que afectaba a la zona.
A partir de 1867, la salud de Brassey comenzó a decaer, pero continuó negociando más contratos, incluido el ferrocarril Czernowicz y Suczawa en el Imperio austríaco. En 1868 sufrió un leve derrame cerebral pero siguió trabajando y en abril de 1869 se embarcó en una extensa gira por más de 5000 millas (8046,7 km) en Europa del Este. En el momento de su muerte, había construido una milla de cada veinte millas de ferrocarril en el mundo.

## Contratos no ferroviarios

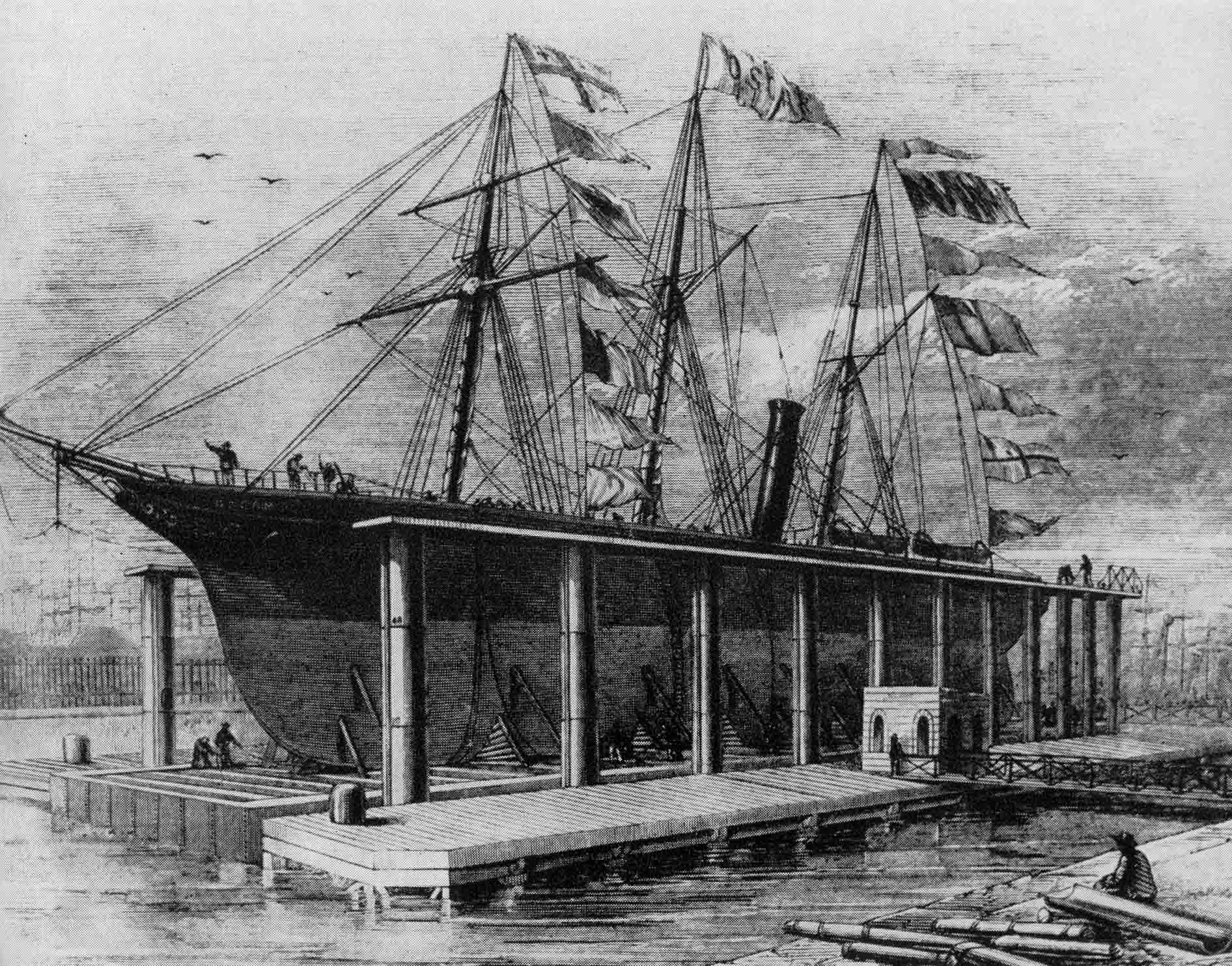
Muelle Victoria mostrando un elevador hidráulico

Las obras de Brassey no se limitaron a los ferrocarriles y las estructuras asociadas. Además de sus fábricas en Birkenhead, construyó unos talleres de ingeniería en Francia con el fin de suministrar materiales para sus contratos allí. Construyó una serie de sistemas de drenaje y obras hidráulicas en Calcuta, así como muelles en Greenock, Birkenhead, Barrow-in-Furness y Londres. Sus muelles en Londres eran los Victoria Docks, que tenía un área de agua de más de 100 acres (40,5 ha). El contrato para su construcción se acordó en 1852 en sociedad con Peto y Betts y los muelles se abrieron en 1857. También se incluyeron en el contrato almacenes y bodegas que totalizaban un área de aproximadamente 25 acres (10,1 ha). La maquinaria del muelle funcionaba con energía hidráulica suministrada por William Armstrong. El muelle tenía enlaces con el Ferrocarril de Londres, Tilbury y Southend de Brassey y, por lo tanto, con todo el sistema ferroviario británico.
En 1861, Brassey construyó parte del sistema de saneamiento de Londres para Joseph Bazalgette. Era un tramo del alcantarillado metropolitano de nivel medio de 12 millas (19 km) que comenzaba en Kensal Green, pasaba por debajo de Bayswater Road, Oxford Street y Clerkenwell hasta el río Lea. Fue una de las primeras empresas en utilizar grúas de vapor. Se consideró que la empresa había sido una de las más difíciles de Brassey. El sistema de alcantarillado se ha mantenido en funcionamiento desde entonces. También trabajó con Bazalgette para construir el Victoria Embankment en la orilla norte del río Támesis desde el puente de Westminster hasta el puente de Blackfriars.
Brassey brindó ayuda financiera a Brunel para construir su barco Leviathan, que más tarde se llamó Great Eastern y que en 1854 era seis veces más grande que cualquier otro barco del mundo. Brassey era uno de los principales accionistas del barco y, después de la muerte de Brunel, compró el barco junto con Gooch y Barber para colocar el primer cable telegráfico transatlántico en el Atlántico Norte en 1864.
Algunas de sus ideas se adelantaron a su tiempo. Trató de interesar a los gobiernos del Reino Unido y de Europa en la idea de un túnel bajo el Canal de la Mancha pero no llegó a nada. También quería construir un canal a través del istmo de Darién (ahora Istmo de Panamá), pero esta idea tampoco tuvo éxito.

## Métodos de trabajo

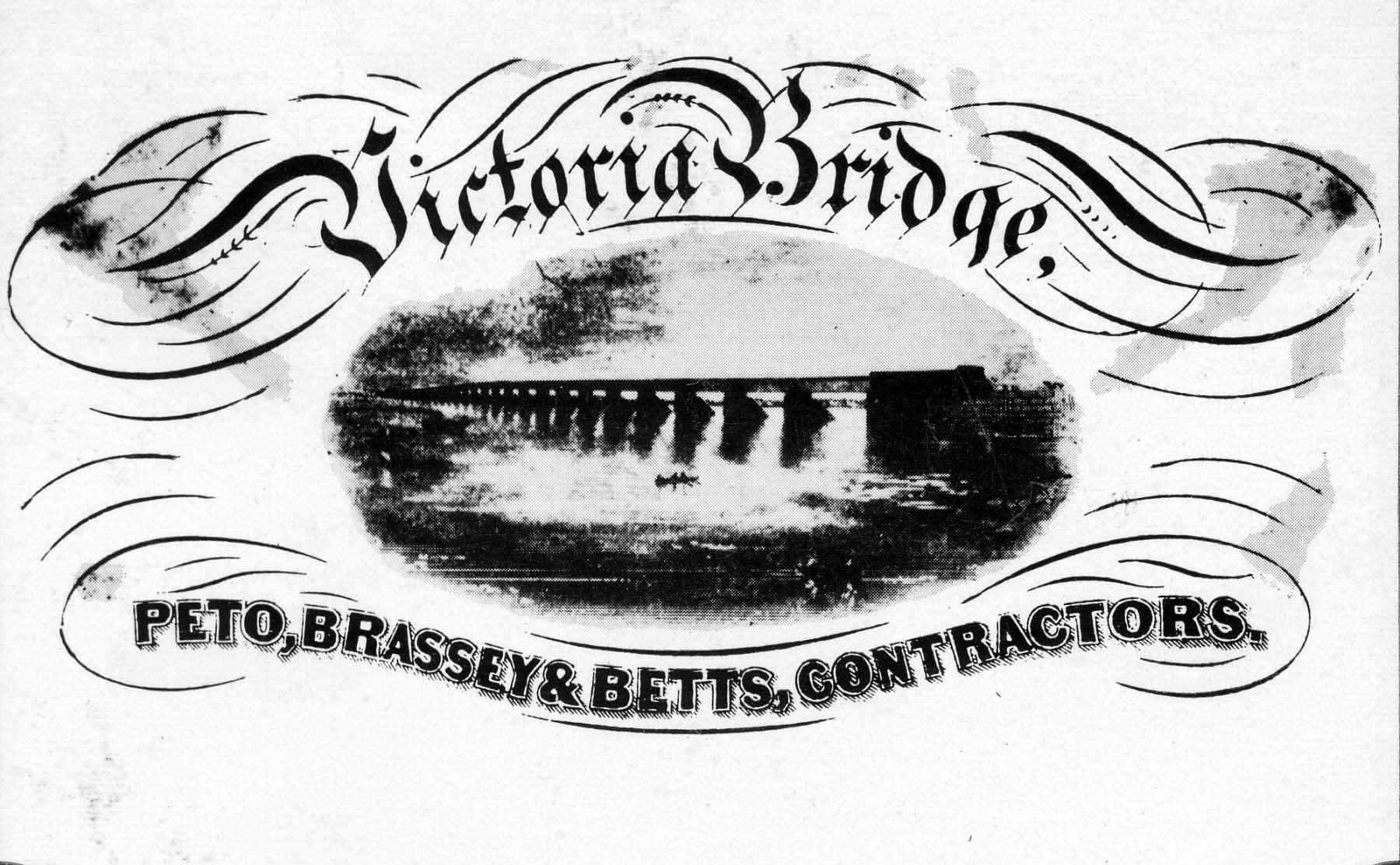
Folleto que muestra el puente Victoria y los nombres de los socios

En la mayoría de los contratos de Brassey, trabajó en sociedad con otros contratistas, en particular con Peto y Betts. La planificación de los detalles de los proyectos estuvo a cargo de los ingenieros. A veces había un ingeniero consultor y debajo de él otro ingeniero que estaba a cargo de las actividades del día a día. Durante su carrera, Brassey trabajó con muchos ingenieros, siendo los más ilustres Robert Stephenson, Joseph Locke e Isambard Kingdom Brunel. El trabajo diario era supervisado por agentes, que gestionaban y controlaban las actividades de los subcontratistas.
El trabajo real fue realizado por obreros, en esos días conocidos como navvies, supervisados por capataces. En los primeros días, los peones eran principalmente ingleses y muchos de ellos habían trabajado anteriormente en la construcción de canales. Más tarde se les unieron hombres de Escocia, Gales e Irlanda. El número de trabajadores irlandeses aumentó particularmente después de la gran hambruna. Brassey pagaba un salario a sus peones y capataces, y les proporcionaba comida, ropa, alojamiento y, en algunos proyectos, una biblioteca de préstamo. En los contratos en el extranjero, se utilizaría mano de obra local si estaba disponible, pero el trabajo a menudo lo realizaban o complementaban trabajadores británicos. El agente de la zona de la obra tenía la responsabilidad general de un proyecto. Tenía que ser un hombre de gran capacidad, trabajando por una tarifa más un porcentaje de las ganancias, con penalizaciones por terminar tarde e incentivos para terminar el trabajo antes de tiempo.
Brassey tenía una habilidad considerable para elegir buenos hombres para trabajar de esta manera y para delegar el trabajo. Habiendo asumido un contrato a un precio convenido, pondría a disposición del agente una suma de dinero adecuada para cubrir los costos. Si el agente pudiera realizar el trabajo a un costo menor, podría quedarse con el resto del dinero. Si surgían problemas imprevistos y estos eran razonables, Brassey cubría estos costos adicionales. Usó cientos de tales agentes. En la cúspide de su carrera, durante más de 20 años, Brassey empleaba en promedio a unas 80.000 personas en muchos países de cuatro continentes.
A pesar de esto, no tenía oficina ni personal de oficina, y él mismo se ocupaba de toda la correspondencia. Gran parte de los detalles de sus obras se mantuvieron en su memoria. Viajó con un valet personal y más tarde tuvo un cajero. Pero todas sus cartas fueron escritas por él; se registra que en una ocasión, después de que el resto de su grupo se había ido a la cama, Brassey había escrito 31 cartas durante la noche. Aunque ganó una gran cantidad de contratos, sus ofertas no siempre fueron exitosas. Se ha calculado que por cada contrato adjudicado, otros seis no lo fueron.
Brassey recibió una serie de honores para celebrar sus logros, incluida la Legión de Honor francesa, la Orden de los Santos Mauricio y Lázaro italiana y la Corona de Hierro de Austria (la primera vez que se otorgaba a un extranjero).

## Matrimonio e hijos
En 1831 se casó con Maria Harrison, la segunda hija de Joseph Harrison, un agente de transporte y envío con quien había entrado en contacto durante sus primeros días en Birkenhead. Maria le brindó a Thomas un apoyo y aliento considerables a lo largo de su carreram y lo animó a presentar una oferta por el contrato del viaducto de Dutton y, cuando no tuvo éxito, a solicitar el siguiente contrato disponible. El trabajo de Thomas condujo a frecuentes mudanzas de casa en sus primeros años; de Birkenhead a Stafford, Kingston upon Thames, Winchester y luego Fareham. En cada ocasión, Maria supervisó el embalaje de sus pertenencias y el traslado. A los niños Harrison se les había enseñado a hablar francés, mientras que el propio Thomas no podía hacerlo. Por lo tanto, cuando surgió la oportunidad de solicitar los contratos franceses, Maria estuvo dispuesta a actuar como intérprete y alentó a Thomas a ofertar por ellos. Esto resultó en traslados a Vernon en Normandía, luego a Rouen, luego a París y nuevamente a Rouen. Thomas se negó a aprender francés y Maria actuó como intérprete para todas sus empresas francesas. Organizó la educación de sus tres hijos, y con el paso del tiempo, la familia estableció una base más o menos permanente en Lowndes Square, Belgravia, Londres. Tuvieron tres hijos que adquirieron relevancia por derecho propio:
- Thomas Brassey, 1.er conde Brassey (1836-1918), el hijo mayor, fue parlamentario del Partido Liberal por la demarcación de Plymouth Devonport en Devon (1865) y por Hastings en Sussex (1868–86), siendo gobernador de Victoria. Miembro de la cámara de los pares en 1886 como barón Brassey "por Bulkeley en el condado palatino de Chester", y en 1911 fue ordenado como vizconde Hythe, "por Hythe en el condado de Kent" y conde Brassey. Su único hijo, Thomas Brassey, 2.º conde Brassey (1863-1919) murió sin hijos, por lo que todos los títulos desaparecieron.
- Henry Arthur Brassey (1840-1891), teniente diputado por Preston Hall, Aylesford, Kent y de Bath House, Piccadilly, Londres, parlamentario del partido liberal por Sandwich en Kent. Fue el padre de Henry Brassey, 1.er barón Brassey de Apethorpe, un político conservador, que fue elevado a la cámara de los Lores en 1938.
- Albert Brassey (1844-1918), coronel, remero, y parlamentario conservador por Banbury (1895-1906).

Además, tuvieron un cuarto hijo que murió en la infancia.

## Años posteriores
En 1870 le fue diagnosticado un cáncer, pero continuó visitando sus lugares de trabajo. Una de sus últimas visitas fue al Ferrocarril de Wolverhampton y Walsall, a solo unas pocas millas de su primera obra ferroviaria en Penkridge. A finales del verano de 1870 quedó postrado en su casa de St Leonards-on-Sea. Allí fue visitado por muchos de sus trabajadores, no solo sus ingenieros y agentes, sino también sus peones, muchos de los cuales habían caminado durante días para presentarle sus respetos.
Cuando el amigo y socio comercial de Brassey, Edward Betts, se declaró insolvente en 1867, Brassey compró la propiedad de Betts en Preston Hall, Aylesford (Kent), en nombre de su segundo hijo, Henry.
En 1870, Brassey compró Heythrop Park, una casa barroca situada en una finca de 450 acres (1,8 km²) situada 15 millas (24 km) al noreste de Oxford como regalo de bodas para su tercer hijo, Albert.
El 8 de diciembre de 1870 murió víctima de una hemorragia cerebral en el Hotel Victoria de St Leonards, y fue enterrado en el cementerio de St Laurence's Church, Catsfield, Sussex, donde se erigió una lápida conmemorativa. Su patrimonio estaba valorado en 5.200.000 libras, y consistía en "menos de 3.200.000 de £ en el Reino Unido" y "más de 2.000.000 de £" en un fondo fiduciario. El Dictionary of National Biography lo describe como "uno de los más ricos de los victorianos hechos a sí mismos".

## Thomas Brassey, el hombre
No es fácil ser objetivo sobre la naturaleza del personaje de Thomas Brassey, porque la primera biografía de Helps fue encargada por la familia Brassey y la última, bastante breve, fue escrita por su tataranieto, Tom Stacey. Prácticamente no queda material disponible significativo para un biógrafo en la actualidad. No hay correspondencia privada, y tampoco hay diarios ni ninguno de sus recuerdos personales.
A juzgar solo por sus logros, debe haber sido un hombre extraordinario. Tenía un enorme impulso, la capacidad de mantener la calma a pesar de las enormes presiones y una habilidad extrema en la organización. Fue un hombre de honor que siempre cumplió su palabra y sus promesas. No tenía interés en los honores públicos y rechazó las invitaciones para presentarse al Parlamento. Aunque aceptó honores de Francia y Austria, extravió las medallas y tuvo que pedir duplicados para complacer a su esposa. Su tataranieto considera que tuvo éxito porque inspiró a las personas en lugar de impulsarlas.
Walker, en su biografía de 1969, trató de hacer una evaluación precisa de Brassey utilizando la obra de Helps y otras fuentes. Le resultó difícil descubrir a alguien que tuviera una mala palabra que decir sobre él, ya fuese durante su vida o desde entonces. Brassey esperaba un alto nivel de trabajo de sus empleados, y Cooke afirma que sus "estándares de calidad eran exigentes en extremo". No cabe duda de algunas de sus cualidades.
Era excepcionalmente trabajador y tenía una excelente memoria y capacidad para realizar cálculos mentales. Era un buen juez de los hombres, lo que le permitió seleccionar a las mejores personas para que fueran sus agentes. Era escrupulosamente justo con sus subcontratistas y amable con sus peones, apoyándolos económicamente en los momentos de necesidad. A veces realizaba contratos de poco beneficio para él mismo para proporcionar trabajo a sus peones. Los únicos defectos que su hijo mayor pudo identificar fueron una tendencia a elogiar los rasgos y acciones de otras personas que condenaría en su propia familia, y una cierta incapacidad para rechazar las múltiples solicitudes que recibía. No se encontraron críticas hacia él por parte de los ingenieros con los que trabajó, ni de sus socios comerciales, ni de sus agentes o sus peones; y siempre pagó a sus hombres justa y generosamente.
El Dictionary of National Biography afirma que "su mayor logro fue elevar el estatus del contratista de ingeniería civil a la eminencia ya alcanzada a mediados del siglo XIX por el ingeniero". Walker lo considera como "uno de los gigantes del siglo XIX".

## Conmemoraciones

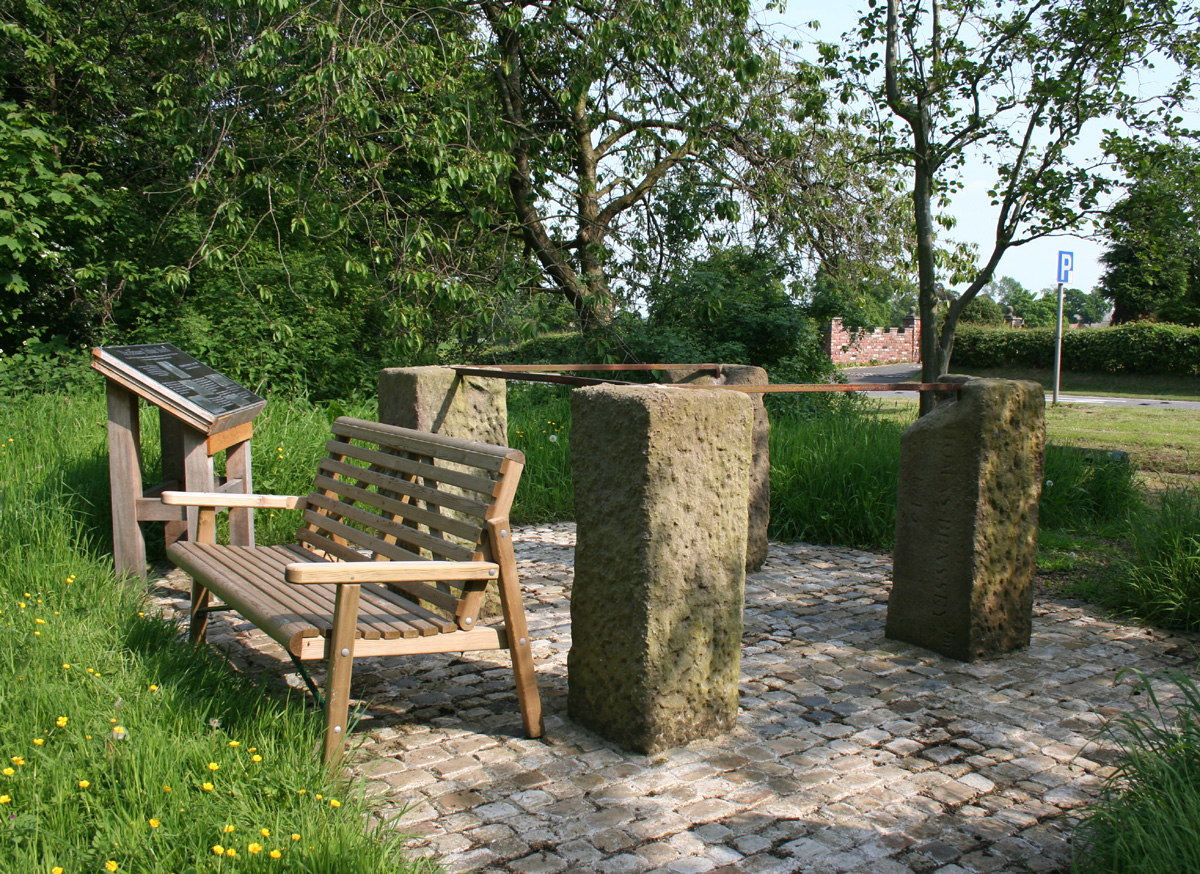
Piedras conmemorativas, Bulkeley

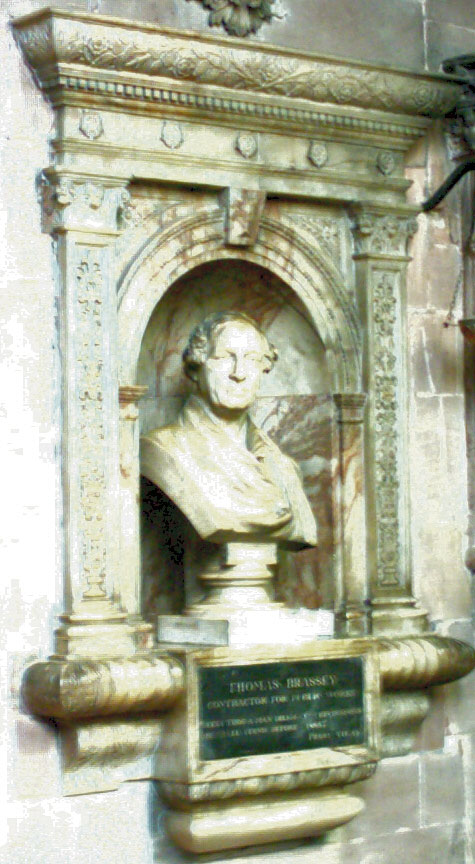
Busto de Thomas Brassey, catedral de Chester

Ninguno de sus tres hijos se involucró en el trabajo de su padre, y los administradores decidieron cerrar el negocio. Los hijos encargaron que se erigiera un monumento a sus padres en la Capilla Erasmo de Formia en la catedral de Chester. Consta de la parte posterior del altar con una inscripción dedicada a la memoria de sus padres, y un busto de su padre al norte del altar. El memorial es obra de Sir Arthur Blomfield y el busto fue esculpido por M. Wagmiller. También hay un busto de Thomas en el museo Grosvenor de Chester y placas en su memoria en la estación de Chester. Las calles que llevan su nombre en Chester son Brassey Street y Thomas Brassey Close (que está junto a Lightfoot Street). Hay tres nombres de calles en una fila de la carretera principal que deletrean 'Lord' 'Brassey' de 'Bulkeley'.
En noviembre de 2005, Penkridge celebró el bicentenario del nacimiento de Brassey y un tren conmemorativo especial se dirigió de Chester a Holyhead. En enero de 2007, los niños de la Overchurch Junior School en Upton, Wirral, celebraron la vida de Brassey. En abril de 2007 se colocó una placa en el primer puente de Brassey en Saughall Massie. En el pueblo de  Bulkeley, cerca de Malpas (Cheshire), hay un árbol llamado 'Brassey Oak' en un terreno que alguna vez fue propiedad de la familia Brassey. Se plantó para celebrar el 40 cumpleaños de Thomas en 1845, y estaba rodeado por cuatro pilares de arenisca sujetos entre sí por rieles de hierro, pero debido al crecimiento del árbol, el monumento se vino abajo. Posteriormente restaurado, en 2007 se reubicó en un lugar más accesible acompañado de un panel informativo.
En 2019, Conservation Areas Wirral instaló una placa azul en la estructura restante del edificio de Canada Works en Beaufort Road, que ahora forma parte del área de Wirral Waters en Birkenhead.

## Estatua
La Sociedad Thomas Brassey (http://www.thomasbrasseysociety.org) está planeando el diseño y la construcción de una estatua de Thomas Brassey junto a la estación de tren de Chester. La recaudación de fondos estaba activa en octubre de 2022, cuando se había reunido alrededor del 70% de la suma prevista.